# Polyommatus peilei
Polyommatus peilei är en fjärilsart som beskrevs av George Thomas Bethune-Baker 1921. Polyommatus peilei ingår i släktet Polyommatus och familjen juvelvingar. Inga underarter finns listade i Catalogue of Life.